# Paris petit à domicile
Paris petit à domicile est une allocation parisienne d'aide de garde à domicile d'enfants de moins de 3 ans qui a succédé à partir de 2004 à l'Allocation Paris Petite Enfance" (APPE). Elle est versée par la Mairie de Paris.

## L'APPE
L'APPE est la première allocation de garde d'enfants à domicile instituée par la mairie de Paris. 
Inaugurée sous le mandat de Jacques Chirac, elle était d'un montant de 260 € par mois pour une garde à domicile (ou 130 € par mois par famille pour une garde partagée entre 2 familles) et avait pour but de suppléer à l'absence de places suffisantes dans les crèches municipales. Elle permettait notamment de subvenir au paiement des cotisations sociales des nourrices employées à domicile.  Elle était accordée à condition que l’employée de maison qui assure la garde des enfants travaille 360 heures au moins par trimestre, soit 120h/mois.
Les familles dites à revenus moyens ou aisés, qui souvent ne bénéficiaient pas des critères prioritaires pour obtenir de places en crèche, ont été les principaux allocataires de l'APPE. Ces familles constituent d'ailleurs le plus grand nombre d’employeurs de gardes à domicile.
Lors des élections municipales de 2001, le candidat socialiste Bertrand Delanoë déclare que l'allocation Paris - petite enfance, votée par le groupe socialiste au Conseil de Paris, sera maintenue s'il était élu. Il estime notamment que l'APPE est « une mesure qui aide à résoudre les problèmes de garde de la petite enfance » et souhaite « améliorer cette allocation », favoriser encore l’assistante maternelle ou l’emploi de personnel de service et annonce, s'il est élu, l'« augmentation de l'aide pour les familles dont les revenus sont faibles » .     
Alors qu'elle concerne à l'époque 4 700 familles parisiennes, l'APPE est supprimée par la mairie de Paris pour tous les enfants nés à partir de janvier 2004 à la suite de l'instauration par l'État de la Prestation d'accueil du jeune enfant (PAJE). 

### Conditions d'attributions
- habiter Paris depuis plus de 3 ans
- concerne les enfants gardés à domicile ou par un(e) assistant(e) maternelle agréé(e)
- ne pas avoir obtenu de places en crèche

## PAPADO
À la suite de la mise en place par l'État de la PAJE, la mairie de Paris et le centre d'action sociale de la ville annoncent la suppression de l'APPE pour les familles parisiennes dont les bébés sont nés à partir de janvier 2004. L'aide financière, initialement bloquée pour toutes les demandes d’APPE émises par les parents bénéficiaires de la PAJE, est finalement réinstaurée en octobre 2004 (avec rétroactivité au mois de janvier 2004) mais « sous condition de ressources », afin que la nouvelle APPE (rebaptisée PAPADO) ne bénéficie plus qu'aux ménages les moins riches. 
Contrairement à l'APPE, PAPADO est une allocation soumise à des conditions de ressources. Elle est accordée par famille quel que soit le nombre d'enfants gardés de moins de trois ans.
Pour bénéficier de PAPADO à taux pleins (400 euros), les ménages ne doivent pas bénéficier de revenus mensuels supérieurs à 4 167 euros pour un enfant. En moyenne, le revenu familial doit être d'un montant inférieur ou égal à 5 500 euros pour les familles d'un enfant, d'un montant inférieur ou égal à 6 400 euros pour les familles de deux enfants, d'un montant inférieur ou égal à 7 000 euros pour les familles de trois enfants ou plus (pour bénéficier de 100 euros maximum d'allocation). 

### Conditions d'attributions
- ne pas habiter Paris depuis moins de 3 ans
- ne concerne uniquement que les parents bénéficiaires de l’allocation Complément de Mode de Garde de la PAJE pour un enfant de moins de 3 ans
- ne concerne pas les enfants gardés par un(e) assistant(e) maternelle agréé(e) mais uniquement les enfants gardés à domicile.
- En cas de garde partagée, le montant de l'aide est divisé par le nombre de familles partageant la garde.

| revenu mensuel déclaré        | Famille avec un enfant | Famille avec deux enfants | Famille avec plus de 3 enfants |
| < 4 167 euros                 | 400 euros              | 300 euros                 | 100 euros                      |
| >4 167 euros et <5 500 euros  | 100 euros              | 100 euros                 | 100 euros                      |
| >5 500 euros et <6 400 euros  | 0 euros                | 100 euros                 | 100 euros                      |
| >6 400 euros et < 7 000 euros | 0 euros                | 0 euros                   | 100 euros                      |
| >7 000 euros                  | 0 euros                | 0 euros                   | 0 euros                        |

## Critique de l'évolution
Selon l'APEGE (association de parents employeurs et de gardes d'enfants), le passage de l'APPE à PAPADO n'a pas permis, en garde simple, aux familles à revenus faibles d'opter davantage pour ce mode de garde mais a permis de diminuer de 60 % à 100 % la participation financière réelle de la ville par rapport à l’APPE.